# Gyula Koczor
Gyula Koczor, též Július Koczor (10. října 1890 Komárno – 10. března 1958), byl československý politik maďarské menšiny a meziválečný poslanec Národního shromáždění za Maďarskou národní stranu.

## Biografie
Po vychození školy pracoval v různých průmyslových podnicích. Po první světové válce se zapojil do politického života maďarské menšiny v Československu a stal se členem Maďarské národní strany, respektive její předchůdkyně, Maďarské zemské strany zemědělců, malorolníků a živnostníků. Povoláním byl podle údajů k roku 1925 maloživnostníkem v Komárně.
V parlamentních volbách v roce 1925 se stal poslancem Národního shromáždění za Maďarskou národní stranu, přičemž tato formace kandidovala na společné listině, kterou pro účel voleb vytvořila Maďarská národní strana, Německý svaz zemědělců a Spišská německá strana. Společný poslanecký klub těchto tří formací se ale neudržel a Koczor v říjnu 1927 přešel do samostatného klubu Maďarské národní strany. Patřil mezi přední stranické funkcionáře.
Po záboru jižního Slovenska na podzim 1938 byl maďarským správním úředníkem v tomto regionu.